# Piotrkowice (województwo kujawsko-pomorskie)
Piotrkowice – wieś w Polsce położona, w województwie kujawsko-pomorskim, w powiecie inowrocławskim, w gminie Inowrocław.

## Podział administracyjny
W latach 1975–1998 miejscowość położona była w województwie bydgoskim.

## Demografia
Według Narodowego Spisu Powszechnego (III 2011 r.) wieś liczyła 147 mieszkańców. Jest, wespół ze wsią Miechowice (147 mieszkańców), 30. co do wielkości miejscowością gminy Inowrocław.

## Historia
W 1580 r. wieś należała do Jana Winieckiego herbu Nałęcz. W 1670 r. stanowiła własność Konstantego Lubstowskiego – kasztelana bydgoskiego, a w połowie XIX w. majątek należał do rodziny Rutkowskich. Wieś stanowiła wówczas dominium w powiecie inowrocławskim, słynące z hodowli bydła i obejmujące 501,35 ha ziemi. W końcu XIX w. majątek na krótko przeszedł w ręce niemieckie. W 1911 r. właścicielem dóbr został Antoni Poniński, który w 1939 r. został zamordowany przez hitlerowców. W czasie wojny rządzili tu Niemcy Gorcke i Weydel. Po wojnie ziemie zostały rozparcelowane, a we dworze utworzono mieszkania. Przez kilkanaście ostatnich lat znajdowała się tu filia Domu Pomocy Społecznej w Ludzisku, a obecnie pałac jest własnością prywatną.

## Zabytki
Według rejestru zabytków NID na listę zabytków wpisany jest zespół dworski z pocz. XX w., nr rej.: 106/A z 15.12.1982:
- dwór
- park, 2 poł. XIX w.